# 賓·活特本
班傑明·盧克·伍德伯恩（英語：Benjamin Luke Woodburn；1999年10月12日—）是一位威爾斯足球運動員。他出身自利物浦青訓。在場上司職前鋒。現效力於英乙球會沙福特城。威爾斯足球代表隊成員。

## 職業生涯

### 利物浦
2016年11月26日首次英超登場，在92分鐘入替韋拿杜姆，最終利物浦以2：0戰勝新特蘭。在這場比賽，活特本以17歲42日之齡，成為利物浦歷史上第三位最年輕獲派上陣的球員。三天後，活特本獲派在對列斯聯的英格蘭足球聯賽盃四強賽事上陣，射入一球，打破奧雲保持19年的紀錄，成為球隊史上最年輕入球球員。 

### 國際賽
2017年3月16日，活特本獲威爾斯主教練高文宣召加入威爾斯國家隊。9月2日，他獲派在對奧地利的下半場賽事上陣，取得全場唯一的奠勝入球，成為繼巴利之後威爾斯有史以來第二個最年輕的入球球員。